# Radicaal 165
Van de in totaal 214 Kangxi-radicalen heeft radicaal 165 de betekenis onderscheiden. Het is een van de twintig radicalen die bestaat uit zeven strepen.
In het Kangxi-woordenboek zijn er 14 karakters die dit radicaal gebruiken.

## Karakters met het radicaal 165
| Strepen | Karakter |
| ------- | -------- |
| + 0     | 釆       |
| + 1     | 采       |
| + 4     | 釈       |
| + 5     | 釉 释    |
| + 13    | 釋       |